# Hollandia az 1964. évi nyári olimpiai játékokon
Hollandia a japán Tokióban megrendezett 1964. évi nyári olimpiai játékok egyik részt vevő nemzete volt. Az országot az olimpián 12 sportágban 125 sportoló képviselte, akik összesen 10 érmet szereztek.

## Érmesek
| Érem  | Versenyző                                                                                    | Sportág      | Versenyszám                    |
| ----- | -------------------------------------------------------------------------------------------- | ------------ | ------------------------------ |
| Arany | Anton Geesink                                                                                | Cselgáncs    | Nyílt                          |
| Arany | Evert Dolman Gerben Karstens Jan Pieterse Bart Zoet                                          | Kerékpározás | Férfi csapat időfutam          |
| Ezüst | Steven Blaisse Ernst Veenemans                                                               | Evezés       | Férfi kormányos nélküli kettes |
| Ezüst | Toon Geurts Paulus Hoekstra                                                                  | Kajak-kenu   | Férfi kajak kettes 1000 m      |
| Ezüst | Ada Kok                                                                                      | Úszás        | Női 100 m pillangó             |
| Ezüst | Klenie Bimolt Ada Kok Aartje Lasterie Erica Terpstra Corrie Winkel                           | Úszás        | Női 4 × 100 m vegyes váltó     |
| Bronz | Jan Just Bos Frederik Hartsuiker Herman Rouwé                                                | Evezés       | Férfi kormányos kettes         |
| Bronz | Frederik van de Graaff Jan van de Graaff Robert van der Graaf Marius Klumperbeek Lex Mullink | Evezés       | Férfi kormányos négyes         |
| Bronz | Henk Cornelisse Gerard Koel Jaap Oudkerk Cor Schuuring                                       | Kerékpározás | Férfi csapat üldözőverseny     |
| Bronz | Catharina Beumer Erica Terpstra Winnie van Weerdenburg Pauline van der Wildt                 | Úszás        | Női 4 × 100 m gyorsváltó       |

## Atlétika
Férfi
| Versenyző     | Versenyszám | Előfutam | Előfutam | Előfutam | Negyeddöntő | Negyeddöntő | Negyeddöntő | Elődöntő | Elődöntő | Elődöntő | Döntő   | Döntő    |
| Versenyző     | Versenyszám | Idő      | Hely.    | Össz.    | Idő         | Hely.       | Össz.       | Idő      | Hely.    | Össz.    | Idő     | Helyezés |
| ------------- | ----------- | -------- | -------- | -------- | ----------- | ----------- | ----------- | -------- | -------- | -------- | ------- | -------- |
| Frans Luitjes | 100 m       | 10,69    | 4.       | 28.**    | kiesett     | kiesett     | kiesett     | kiesett  | kiesett  | kiesett  | kiesett | kiesett  |
| Frans Luitjes | 200 m       | 21,13    | 4.       | 10.      | 21,40       | 4.          | 12.*        | 21,16    | 7.       | 12.      | kiesett | kiesett  |

| Versenyző     | Versenyszám   | Selejtező | Selejtező | Döntő    | Döntő    |
| Versenyző     | Versenyszám   | Eredmény  | Helyezés  | Eredmény | Helyezés |
| ------------- | ------------- | --------- | --------- | -------- | -------- |
| Cornelis Koch | Diszkoszvetés | 52,57 m   | 17.       | kiesett  | kiesett  |

| Versenyző       | Versenyszám | 100 m | 100 m | Távolugrás | Távolugrás | Súlylökés | Súlylökés | Magasugrás | Magasugrás | 400 m | 400 m | 110 m gát        | 110 m gát        | Diszkoszvetés | Diszkoszvetés | Rúdugrás      | Rúdugrás      | Gerelyhajítás | Gerelyhajítás | 1500 m        | 1500 m        | Végeredmény   | Végeredmény   |
| Versenyző       | Versenyszám | Idő   | Pont  | Eredmény   | Pont       | Eredmény  | Pont      | Eredmény   | Pont       | Idő   | Pont  | Idő              | Pont             | Eredmény      | Pont          | Eredmény      | Pont          | Eredmény      | Pont          | Idő           | Pont          | Pont          | Helyezés      |
| --------------- | ----------- | ----- | ----- | ---------- | ---------- | --------- | --------- | ---------- | ---------- | ----- | ----- | ---------------- | ---------------- | ------------- | ------------- | ------------- | ------------- | ------------- | ------------- | ------------- | ------------- | ------------- | ------------- |
| Evert Kamerbeek | Tízpróba    | 11,3  | 733   | 656 cm     | 728        | 14,40 m   | 753       | 170 cm     | 588        | 52,0  | 720   | nem állt rajthoz | nem állt rajthoz | nem ért célba | nem ért célba | nem ért célba | nem ért célba | nem ért célba | nem ért célba | nem ért célba | nem ért célba | nem ért célba | nem ért célba |

Női
| Versenyző                         | Versenyszám | Előfutam         | Előfutam         | Előfutam         | Negyeddöntő | Negyeddöntő | Negyeddöntő | Elődöntő | Elődöntő | Elődöntő | Döntő   | Döntő    |
| Versenyző                         | Versenyszám | Idő              | Hely.            | Össz.            | Idő         | Hely.       | Össz.       | Idő      | Hely.    | Össz.    | Idő     | Helyezés |
| --------------------------------- | ----------- | ---------------- | ---------------- | ---------------- | ----------- | ----------- | ----------- | -------- | -------- | -------- | ------- | -------- |
| Joke Bijleveld                    | 100 m       | 12,35            | 6.               | 37.              | kiesett     | kiesett     | kiesett     | kiesett  | kiesett  | kiesett  | kiesett | kiesett  |
| Tilly van der Made-van der Zwaard | 400 m       | 54,86            | 2.               | 5.               |             |             |             | 54,19    | 3.       | 6.       | 55,2    | 6.       |
| Jannie van Eyck-Vos               | 800 m       | 2:09,1           | 5.               | 12.              |             |             |             | 2:05,7   | 6.       | 8.       | kiesett | kiesett  |
| Gerda Kraan                       | 800 m       | 2:09,8           | 4.               | 13.              |             |             |             | 2:06,2   | 4.       | 10.      | 2:05,8  | 7.       |
| Amelia Hinten                     | 80 m gát    | nem állt rajthoz | nem állt rajthoz | nem állt rajthoz |             |             |             | kiesett  | kiesett  | kiesett  | kiesett | kiesett  |

| Versenyző      | Versenyszám | Selejtező | Selejtező | Döntő    | Döntő    |
| Versenyző      | Versenyszám | Eredmény  | Helyezés  | Eredmény | Helyezés |
| -------------- | ----------- | --------- | --------- | -------- | -------- |
| Joke Bijleveld | Távolugrás  | 602 cm    | 15.       | 593 cm   | 15.      |

| Versenyző     | Versenyszám | 80 m gát | 80 m gát | Súlylökés | Súlylökés | Magasugrás | Magasugrás | Távolugrás | Távolugrás | 200 m | 200 m | Végeredmény | Végeredmény |
| Versenyző     | Versenyszám | Idő      | Pont     | Eredmény  | Pont      | Eredmény   | Pont       | Eredmény   | Pont       | Idő   | Pont  | Pont        | Helyezés    |
| ------------- | ----------- | -------- | -------- | --------- | --------- | ---------- | ---------- | ---------- | ---------- | ----- | ----- | ----------- | ----------- |
| Amelia Hinten | Ötpróba     | 11,3     | 995      | 10,72 m   | 766       | 145 cm     | 780        | 582 cm     | 948        | 24,5  | 977   | 4466        | 14.         |

* - egy másik versenyzővel azonos időt ért el

** - három másik versenyzővel azonos időt ért el

## Cselgáncs
| Versenyző      | Versenyszám | Csoportkör                                                           | Csoportkör | Negyeddöntő                | Elődöntő                        | Döntő                    | Helyezés |
| Versenyző      | Versenyszám | Ellenfél Eredmény                                                    | Hely.      | Ellenfél Eredmény          | Ellenfél Eredmény               | Ellenfél Eredmény        | Helyezés |
| -------------- | ----------- | -------------------------------------------------------------------- | ---------- | -------------------------- | ------------------------------- | ------------------------ | -------- |
| Jan Snijders   | Középsúly   | 7. csoport · Sydney Hoare (GBR) · GY · Lionel Grossain (FRA) · V     | 2.         | kiesett                    | kiesett                         | kiesett                  | 9.       |
| Peter Snijders | Középsúly   | 4. csoport · Pipat Singsanee (THA) · GY · Thuc Tuan Thai (VIE) · GY  | 1.         | Wolfgang Hofmann (EUA) · V | kiesett                         | kiesett                  | 5.       |
| Job Gouweleeuw | Nehézsúly   | 3. csoport · Herbert Niemann (EUA) · GY · Anzor Kiknadze (URS) · V   | 2.         | kiesett                    | kiesett                         | kiesett                  | 6.       |
| Anton Geesink  | Nyílt       | 1. csoport · Alan Petherbridge (GBR) · GY · Kaminaga Akio (JPN) · GY | 2.         | erőnyerő                   | Theodore Boronovskis (AUS) · GY | Kaminaga Akio (JPN) · GY |          |

## Evezés
| Versenyző                                                                                                | Versenyszám              | Előfutam | Előfutam | Vigaszág | Vigaszág | Döntő | Döntő   | Döntő | Helyezés |
| Versenyző                                                                                                | Versenyszám              | Idő      | Hely.    | Idő      | Hely.    | Típus | Idő     | Hely. | Helyezés |
| --- | ------------------------ | -------- | -------- | -------- | -------- | ----- | ------- | ----- | -------- |
| Robert Groen                                                                                             | Egypárevezős             | 7:48,74  | 3.       | 7:50,78  | 2.       | B     | 7:17,50 | 1.    | 7.       |
| Max Alwin Peter Bots                                                                                     | Kétpárevezős             | 7:07,52  | 2.       | 6:56,59  | 3.       | B     | 6:47,07 | 2.    | 8.       |
| Steven Blaisse Ernst Veenemans                                                                           | Kormányos nélküli kettes | 7:21,03  | 1.       | erőnyerő | erőnyerő | A     | 7:33,40 | 2.    |          |
| Herman Rouwé Frederik Hartsuiker Jan Just Bos (kormányos)                                                | Kormányos kettes         | 7:56,80  | 2.       | 7:28,58  | 1.       | A     | 8:23,42 | 3.    |          |
| Sjoerd Wartena Jim Enters Herman Boelen Sipke Castelein                                                  | Kormányos nélküli négyes | 7:01,51  | 3.       | 6:29,42  | 1.       | A     | 7:09,98 | 4.    | 4.       |
| Lex Mullink Jan van de Graaff Frederik van de Graaff Marius Klumperbeek Robert van der Graaf (kormányos) | Kormányos négyes         | 6:48,72  | 2.       | 7:04,85  | 1.       | A     | 7:06,46 | 3.    |          |

## Gyeplabda
| Holland férfi gyeplabdacsapat-játékoskeret | Holland férfi gyeplabdacsapat-játékoskeret |
| --- | --- |
| - Joost Boks - Charles Coster van Voorhout - John Elffers - Frans Fiolet - Jan Piet Fokker - Jan van Gooswilligen - Francis van 't Hooft - Arie de Keyzer - Leendert Krol | - Jaap Leemhuis - Chris Mijnarends - Erik van Rossem - Nico Spits - Theo Terlingen - Jan Veentjer - Jaap Voigt - Theo van Vroonhoven - Frank Zweerts |

### Eredmények
Csoportkör
B csoport
| Csapat                      | M | Gy | D | V | G+ | G– | Gk  | P  |
| --------------------------- | - | -- | - | - | -- | -- | --- | -- |
| India (IND)                 | 7 | 5  | 2 | 0 | 18 | 4  | +14 | 12 |
| Spanyolország (ESP)         | 7 | 4  | 3 | 0 | 16 | 3  | +13 | 11 |
| Hollandia (NED)             | 7 | 4  | 1 | 2 | 20 | 4  | +16 | 9  |
| Egyesült Német Csapat (EUA) | 7 | 2  | 5 | 0 | 9  | 4  | +5  | 9  |
| Malajzia (MAS)              | 7 | 2  | 2 | 3 | 11 | 13 | –2  | 6  |
| Belgium (BEL)               | 7 | 2  | 2 | 3 | 10 | 13 | –3  | 6  |
| Kanada (CAN)                | 7 | 1  | 0 | 6 | 5  | 25 | –20 | 2  |
| Hongkong (HKG)              | 7 | 0  | 1 | 6 | 3  | 26 | –23 | 1  |

| 1964. október 11. 10:00 | Spanyolország (ESP) | 1 – 1   | Hollandia (NED) |  |
| 1964. október 11. 10:00 | F. Amat             | (1 – 0) | Terlingen       |  |

| 1964. október 12. 14:15 | Hollandia (NED)              | 5 – 0   | Kanada (CAN) |  |
| 1964. október 12. 14:15 | Zweerts 2 Voigt 2 Vroonhoven | (3 – 0) |              |  |

| 1964. október 14. 10:00 | Egyesült Német Csapat (EUA) | 1 – 0   | Hollandia (NED) |  |
| 1964. október 14. 10:00 | Ehrlich                     | (0 – 0) |                 |  |

| 1964. október 15. 10:00 | Hollandia (NED)     | 4 – 0   | Belgium (BEL) |  |
| 1964. október 15. 10:00 | Zweerts 3 Terlingen | (1 – 0) |               |  |

| 1964. október 17. 11:40 | Hollandia (NED)                                                 | 7 – 0   | Hongkong (HKG) |  |
| 1964. október 17. 11:40 | Zweerts 2 Gooswilligen 't Hooft Coster van Voorhout Spits Voigt | (4 – 0) |                |  |

| 1964. október 18. 10:00 | Hollandia (NED)     | 2 – 0   | Malajzia (MAS) |  |
| 1964. október 18. 10:00 | 't Hooft Vroonhoven | (0 – 0) |                |  |

| 1964. október 19. 14:15 | India (IND)                     | 2 – 1   | Hollandia (NED) |  |
| 1964. október 19. 14:15 | Prithipal Singh Harbinder Singh | (1 – 0) | Fiolet          |  |

Az 5–8. helyért
| 1964. október 21. 10:00 | Kenya (KEN)                          | 3 – 1 (h. u.)  | Hollandia (NED) |  |
| 1964. október 21. 10:00 | L. Fernandes Egbert Fernandes Mangat | (0 – 1, 1 – 0) | Zweerts         |  |

| Csapat          | Helyezés |
| --------------- | -------- |
| Hollandia (NED) | 7.       |

## Kajak-kenu
Férfi
| Versenyző                                                      | Versenyszám         | Előfutam | Előfutam | Vigaszág | Vigaszág | Elődöntő | Elődöntő | Döntő   | Döntő    |
| Versenyző                                                      | Versenyszám         | Idő      | Hely.    | Idő      | Hely.    | Idő      | Hely.    | Idő     | Helyezés |
| -------------------------------------------------------------- | ------------------- | -------- | -------- | -------- | -------- | -------- | -------- | ------- | -------- |
| Toon Geurts                                                    | Kajak egyes 1000 m  | 4:10,68  | 4.       | 4:45,53  | 2.       | 4:05,27  | 3.       | 4:04,48 | 6.       |
| Toon Geurts Paulus Hoekstra                                    | Kajak kettes 1000 m | 3:40,67  | 2.       | erőnyerő | erőnyerő | 3:49,41  | 1.       | 3:39,30 |          |
| Paulus Hoekstra Theo van Halteren Chick Weijzen Jan Wittenberg | Kajak négyes 1000 m | 3:21,15  | 4.       | 3:21,04  | 1.       | 3:25,53  | 3.       | 3:19,36 | 7.       |

## Kerékpározás

### Országúti kerékpározás
| Versenyző                                           | Versenyszám     | Idő                   | Helyezés |
| --------------------------------------------------- | --------------- | --------------------- | -------- |
| Gerben Karstens                                     | Mezőnyverseny   | 4:39:51,74 (+0:00,11) | 27.      |
| Jan Pieterse                                        | Mezőnyverseny   | 4:39:51,77 (+0:00,14) | 42.      |
| Harry Steevens                                      | Mezőnyverseny   | 4:39:51,76 (+0:00,13) | 40.      |
| Bart Zoet                                           | Mezőnyverseny   | 4:39:51,74 (+0:00,11) | 20.      |
| Evert Dolman Gerben Karstens Jan Pieterse Bart Zoet | Csapat időfutam | 2:26:31,19            |          |

### Pálya-kerékpározás
Sprintverseny
| Versenyző         | Versenyszám  | 1. forduló                                              | 1. forduló | Vigaszág selejtező           | Vigaszág selejtező | Vigaszág döntő               | Vigaszág döntő | Nyolcaddöntő           | Nyolcaddöntő | Vigaszág selejtező     | Vigaszág selejtező | Vigaszág döntő       | Vigaszág döntő | Negyeddöntő          | Elődöntő             | Döntő                | Helyezés    |
| Versenyző         | Versenyszám  | Ellenfelek Győztes idő                                  | Hely.      | Ellenfél Győztes idő         | Hely.              | Ellenfél Győztes idő         | Hely.          | Ellenfelek Győztes idő | Hely.        | Ellenfelek Győztes idő | Hely.              | Ellenfél Győztes idő | Hely.          | Ellenfél Győztes idő | Ellenfél Győztes idő | Ellenfél Győztes idő | Helyezés    |
| ----------------- | ------------ | ------------------------------------------------------- | ---------- | ---------------------------- | ------------------ | ---------------------------- | -------------- | ---------------------- | ------------ | ---------------------- | ------------------ | -------------------- | -------------- | -------------------- | -------------------- | -------------------- | ----------- |
| Arie de Graaf     | Férfi egyéni | Valery Khitrov (URS) · Christopher Church (GBR) · 11,54 | 3.         | Suchha Singh (IND) · 12,21   | 1.                 | Roger Gibbon (TRI) · 11,35   | 2.             | kiesett                | kiesett      | kiesett                | kiesett            | kiesett              | kiesett        | kiesett              | kiesett              | kiesett              | helyezetlen |
| Piet van der Touw | Férfi egyéni | Thomas Harrison (AUS) · Habony Ferenc (HUN) · 11,60     | 2.         | Eduardo Bustos (COL) · 12,48 | 1.                 | Peder Pedersen (DEN) · 11,91 | 2.             | kiesett                | kiesett      | kiesett                | kiesett            | kiesett              | kiesett        | kiesett              | kiesett              | kiesett              | helyezetlen |

Időfutam
| Versenyző         | Versenyszám  | Idő     | Helyezés |
| ----------------- | ------------ | ------- | -------- |
| Piet van der Touw | Férfi egyéni | 1:10,68 | 4.       |

Tandem
| Versenyző                       | Versenyszám     | 1. forduló | Vigaszág selejtező   | Vigaszág selejtező | Vigaszág döntő         | Vigaszág döntő | Negyeddöntő                                                          | Elődöntő                                                            | Döntő                                                                                       | Helyezés |
| Versenyző                       | Versenyszám     | Ellenfél Győztes idő                                                                                                   | Ellenfél Győztes idő | Hely.              | Ellenfelek Győztes idő | Hely.          | Ellenfél Győztes idő                                                 | Ellenfél Győztes idő                                                | Ellenfél Győztes idő                                                                        | Helyezés |
| ------------------------------- | --------------- | --- | -------------------- | ------------------ | ---------------------- | -------------- | -------------------------------------------------------------------- | ------------------------------------------------------------------- | ------------------------------------------------------------------------------------------- | -------- |
| Arie de Graaf Piet van der Touw | Férfi kétüléses | Nagy-Britannia (GBR) · Karl Barton · Christopher Church · Egyesült Államok (USA) · Jack Disney · Tim Mountford · 11,29 |                      |                    |                        |                | Csehszlovákia (TCH) · Karel Paar · Karel Štark · 10,95, 10,87, 11,32 | Szovjetunió (URS) · Imants Bodnieks · Viktor Logunov · 10,78, 10,65 | Bronzmérkőzés · Egyesült Német Csapat (EUA) · Willi Fuggerer · Klaus Kobusch · 10,98, 11,04 | 4.       |

Üldözőversenyek
| Versenyző                                              | Versenyszám  | Selejtező                                                                                    | Selejtező | Selejtező | Negyeddöntő | Negyeddöntő | Negyeddöntő | Elődöntő                                                                                          | Elődöntő  | Elődöntő | Döntő | Döntő     | Helyezés |
| Versenyző                                              | Versenyszám  | Ellenfél Idő                                                                                 | Saját idő | Hely.     | Ellenfél Idő                                                                                                   | Saját idő   | Hely.       | Ellenfél Idő                                                                                      | Saját idő | Hely.    | Ellenfél Idő                                                                                                 | Saját idő | Helyezés |
| ------------------------------------------------------ | ------------ | -------------------------------------------------------------------------------------------- | --------- | --------- | --- | ----------- | ----------- | ------------------------------------------------------------------------------------------------- | --------- | -------- | --- | --------- | -------- |
| Tiemen Groen                                           | Férfi egyéni | Hugh Porter (GBR) · 5:03,16                                                                  | 4:57,48   | 1.        | Sztanyiszlav Moszkvin (URS) · 5:02,27                                                                          | 4:59,59     | 1.          | Georgio Ursi (ITA) · 4:56,64                                                                      | 5:01,36   | 2.       | Bronzmérkőzés · 5:01,90 (DEN) · 5:04,21                                                                      | 5:04,21   | 4.       |
| Henk Cornelisse Gerard Koel Jaap Oudkerk Cor Schuuring | Férfi csapat | Ausztrália (AUS) · Robert Baird · Kevin Brislin · Victor Browne · Henk Vogels, Sr. · 4:44,90 | 4:45,33   | 2.        | Szovjetunió (URS) · Leonyid Kolumbet · Dzintars Lācis · Sztanyiszlav Moszkvin · Sergey Tereshchenkov · 4:41,70 | 4:40,41     | 1.          | Olaszország (ITA) · Vincenzo Mantovani · Carlo Rancati · Luigi Roncaglia · Franco Testa · 4:37,98 | 4:41,02   | 2.       | Bronzmérkőzés · Ausztrália (AUS) · Robert Baird · Kevin Brislin · Victor Browne · Henk Vogels, Sr. · 4:39,42 | 4:38,99   |          |

## Ökölvívás
| Versenyző         | Versenyszám  | Selejtező         | 32-es főtábla              | Nyolcaddöntő             | Negyeddöntő       | Elődöntő          | Döntő             | Helyezés |
| Versenyző         | Versenyszám  | Ellenfél Eredmény | Ellenfél Eredmény          | Ellenfél Eredmény        | Ellenfél Eredmény | Ellenfél Eredmény | Ellenfél Eredmény | Helyezés |
| ----------------- | ------------ | ----------------- | -------------------------- | ------------------------ | ----------------- | ----------------- | ----------------- | -------- |
| Jan Huppen        | Harmatsúly   |                   | Louis Johnson (USA) · 0-5  | kiesett                  | kiesett           | kiesett           | kiesett           | 17.      |
| Johannes de Rooij | Pehelysúly   |                   | Jorma Limmonen (FIN) · RSC | kiesett                  | kiesett           | kiesett           | kiesett           | 17.      |
| Willem Gerlach    | Kisváltósúly | erőnyerő          | Habib Galhia (TUN) · 2-3   | kiesett                  | kiesett           | kiesett           | kiesett           | 17.      |
| Rudolfus Lubbers  | Félnehézsúly |                   | erőnyerő                   | Cosimo Pinto (ITA) · 0-5 | kiesett           | kiesett           | kiesett           | 9.       |

## Röplabda

### Férfi
| Holland férfi röplabdacsapat-játékoskeret                                                                 | Holland férfi röplabdacsapat-játékoskeret                                                                |
| --- | --- |
| - Frank Constandse - Jacques Ewalds - Rob Groenhuyzen - Jan van der Hoek - Jurjaan Koolen - Jaap Korsloot | - Jan Oosterbaan - Dinco van der Stoep - Piet Swieter - Joop Tinkhof - Jacques de Vink - Hans van Wijnen |

#### Eredmények
Csoportkör
| 1964. október 13. 11:15 | Hollandia (NED)      | 0 – 3 | Egyesült Államok (USA) |  |
| 1964. október 13. 11:15 | (10–15, 13–15, 6–15) |       |                        |  |

| 1964. október 14. 11:15 | Hollandia (NED)     | 0 – 3 | Szovjetunió (URS) |  |
| 1964. október 14. 11:15 | (8–15, 3–15, 11–15) |       |                   |  |

| 1964. október 15. 17:15 | Hollandia (NED)                    | 3 – 2 | Brazília (BRA) |  |
| 1964. október 15. 17:15 | (14–16, 15–11, 15–12, 6–15, 16–14) |       |                |  |

| 1964. október 17. 17:15 | Hollandia (NED)     | 0 – 3 | Románia (ROU) |  |
| 1964. október 17. 17:15 | (9–15, 6–15, 13–15) |       |               |  |

| 1964. október 18. 13:15 | Bulgária (BUL)                   | 3 – 2 | Hollandia (NED) |  |
| 1964. október 18. 13:15 | (15–11, 8–15, 15–8, 14–16, 15–8) |       |                 |  |

| 1964. október 19. 13:15 | Dél-Korea (KOR)            | 1 – 3 | Hollandia (NED) |  |
| 1964. október 19. 13:15 | (15–13, 7–15, 14–16, 8–15) |       |                 |  |

| 1964. október 21. 17:15 | Magyarország (HUN)         | 3 – 1 | Hollandia (NED) |  |
| 1964. október 21. 17:15 | (15–4, 8–15, 15–11, 15–12) |       |                 |  |

| 1964. október 22. 13:45 | Csehszlovákia (TCH)        | 3 – 1 | Hollandia (NED) |  |
| 1964. október 22. 13:45 | (10–15, 15–10, 15–9, 15–6) |       |                 |  |

| 1964. október 23. 11:15 | Japán (JPN)               | 3 – 1 | Hollandia (NED) |  |
| 1964. október 23. 11:15 | (15–17, 15–4, 15–8, 15–5) |       |                 |  |

|          |                        |      | Mérkőzések | Mérkőzések | Szettek | Szettek | Szettek | Pontok | Pontok | Pontok |
| Helyezés | Csapat                 | Pont | Gy         | V          | Sz+     | Sz–     | SzA     | P+     | P–     | PA     |
| -------- | ---------------------- | ---- | ---------- | ---------- | ------- | ------- | ------- | ------ | ------ | ------ |
| Arany    | Szovjetunió (URS)      | 17   | 8          | 1          | 25      | 5       | 5,000   | 415    | 279    | 1,487  |
| Ezüst    | Csehszlovákia (TCH)    | 17   | 8          | 1          | 26      | 10      | 2,600   | 486    | 399    | 1,218  |
| Bronz    | Japán (JPN)            | 16   | 7          | 2          | 22      | 12      | 1,833   | 475    | 372    | 1,277  |
| 4.       | Románia (ROU)          | 15   | 6          | 3          | 19      | 15      | 1,267   | 432    | 394    | 1,096  |
| 5.       | Bulgária (BUL)         | 14   | 5          | 4          | 20      | 16      | 1,250   | 464    | 429    | 1,082  |
| 6.       | Magyarország (HUN)     | 13   | 4          | 5          | 18      | 18      | 1,000   | 449    | 466    | 0,964  |
| 7.       | Brazília (BRA)         | 12   | 3          | 6          | 13      | 23      | 0,565   | 410    | 474    | 0,865  |
| 8.       | Hollandia (NED)        | 11   | 2          | 7          | 11      | 24      | 0,458   | 378    | 482    | 0,784  |
| 9.       | Egyesült Államok (USA) | 11   | 2          | 7          | 10      | 23      | 0,435   | 360    | 450    | 0,800  |
| 10.      | Dél-Korea (KOR)        | 9    | 0          | 9          | 9       | 27      | 0,333   | 376    | 500    | 0,752  |

| Csapat          | Helyezés |
| --------------- | -------- |
| Hollandia (NED) | 8.       |

## Sportlövészet
Férfi
| Versenyző           | Versenyszám           | Pont | Helyezés |
| ------------------- | --------------------- | ---- | -------- |
| Johan van Domselaar | Sportpuska, fekvő     | 591  | 14.      |
| Johan van Domselaar | Sportpuska, összetett | 1098 | 40.      |

## Úszás
Férfi
| Versenyző                                             | Versenyszám            | Előfutam | Előfutam | Előfutam | Elődöntő | Elődöntő | Elődöntő | Döntő   | Döntő    |
| Versenyző                                             | Versenyszám            | Idő      | Hely.    | Össz.    | Idő      | Hely.    | Össz.    | Idő     | Helyezés |
| ----------------------------------------------------- | ---------------------- | -------- | -------- | -------- | -------- | -------- | -------- | ------- | -------- |
| Vinus van Baalen                                      | 100 m gyors            | 56,8     | 4.       | 36.***   | kiesett  | kiesett  | kiesett  | kiesett | kiesett  |
| Ron Kroon                                             | 100 m gyors            | 55,5     | 2.       | 11.**    | 55,7     | 6.       | 15.*     | kiesett | kiesett  |
| Bert Sitters                                          | 100 m gyors            | 58,1     | 6.       | 50.      | kiesett  | kiesett  | kiesett  | kiesett | kiesett  |
| Johan Bontekoe                                        | 400 m gyors            | 4:26,6   | 2.       | 14.      |          |          |          | kiesett | kiesett  |
| Adriaan Oudt                                          | 400 m gyors            | 4:46,5   | 6.       | 44.      |          |          |          | kiesett | kiesett  |
| Henri van Osch                                        | 200 m hát              | 2:19,1   | 4.       | 15.      | 2:19,7   | 8.       | 14.      | kiesett | kiesett  |
| Jan Weeteling                                         | 200 m hát              | 2:20,4   | 4.       | 20.      | kiesett  | kiesett  | kiesett  | kiesett | kiesett  |
| Wieger Mensonides                                     | 200 m mell             | 2:47,4   | 5.       | 28.      | kiesett  | kiesett  | kiesett  | kiesett | kiesett  |
| Hemmie Vriens                                         | 200 m mell             | 2:40,8   | 5.       | 20.      | kiesett  | kiesett  | kiesett  | kiesett | kiesett  |
| Dick Langerhorst                                      | 200 m pillangó         | 2:22,5   | 7.       | 26.      | kiesett  | kiesett  | kiesett  | kiesett | kiesett  |
| Jan Jiskoot                                           | 400 m vegyes           | 5:04,4   | 3.       | 8.       |          |          |          | 5:01,9  | 6.       |
| Ron Kroon Vinus van Baalen Jan Jiskoot Johan Bontekoe | 4 × 100 m gyorsváltó   | 3:43,8   | 5.       | 10.      |          |          |          | kiesett | kiesett  |
| Johan Bontekoe Jan Jiskoot Ron Kroon Bert Sitters     | 4 × 200 m gyorsváltó   | 8:27,7   | 6.       | 12.      |          |          |          | kiesett | kiesett  |
| Jan Weeteling Hemmie Vriens Jan Jiskoot Ron Kroon     | 4 × 100 m vegyes váltó | 4:12,6   | 5.       | 9.       |          |          |          | kiesett | kiesett  |

Női
| Versenyző                                                                    | Versenyszám            | Előfutam | Előfutam | Előfutam | Elődöntő | Elődöntő | Elődöntő | Döntő   | Döntő    |
| Versenyző                                                                    | Versenyszám            | Idő      | Hely.    | Össz.    | Idő      | Hely.    | Össz.    | Idő     | Helyezés |
| ---------------------------------------------------------------------------- | ---------------------- | -------- | -------- | -------- | -------- | -------- | -------- | ------- | -------- |
| Catharina Beumer                                                             | 100 m gyors            | 1:05,2   | 6.       | 29.      | kiesett  | kiesett  | kiesett  | kiesett | kiesett  |
| Winnie van Weerdenburg                                                       | 100 m gyors            | 1:03,8   | 4.       | 17.*     | kiesett  | kiesett  | kiesett  | kiesett | kiesett  |
| Erica Terpstra                                                               | 100 m gyors            | 1:02,5   | 1.       | 6.**     | 1:02,3   | 2.       | 4.*      | 1:01,8  | 4.       |
| Ineke Tigelaar                                                               | 400 m gyors            | 5:01,8   | 3.       | 16.      |          |          |          | kiesett | kiesett  |
| Bep Weeteling                                                                | 400 m gyors            | 5:13,0   | 5.       | 28.      |          |          |          | kiesett | kiesett  |
| Bep Weeteling                                                                | 100 m hát              | 1:13,1   | 7.       | 24.      |          |          |          | kiesett | kiesett  |
| Ria van Velsen                                                               | 100 m hát              | 1:12,2   | 5.       | 20.      |          |          |          | kiesett | kiesett  |
| Corrie Winkel                                                                | 100 m hát              | 1:11,6   | 5.       | 14.      |          |          |          | kiesett | kiesett  |
| Klenie Bimolt                                                                | 200 m mell             | 2:50,7   | 1.       | 8.       |          |          |          | 2:51,3  | 7.       |
| Truus Looijs                                                                 | 200 m mell             | 2:54,5   | 3.       | 12.      |          |          |          | kiesett | kiesett  |
| Gretta Kok                                                                   | 200 m mell             | 2:55,4   | 4.       | 15.      |          |          |          | kiesett | kiesett  |
| Ada Kok                                                                      | 100 m pillangó         | 1:07,8   | 1.       | 3.*      | 1:05,9   | 2.       | 2.       | 1:05,6  |          |
| Aartje Lasterie                                                              | 100 m pillangó         | 1:11,2   | 4.       | 18.**    | kiesett  | kiesett  | kiesett  | kiesett | kiesett  |
| Aartje Lasterie                                                              | 400 m vegyes           | 5:41,3   | 3.       | 12.      |          |          |          | kiesett | kiesett  |
| Marianne Heemskerk                                                           | 400 m vegyes           | 5:38,6   | 2.       | 10.      |          |          |          | kiesett | kiesett  |
| Betty Heukels                                                                | 400 m vegyes           | 5:32,4   | 2.       | 5.       |          |          |          | 5:30,3  | 6.       |
| Pauline van der Wildt Catharina Beumer Winnie van Weerdenburg Erica Terpstra | 4 × 100 m gyorsváltó   | 4:14,8   | 3.       | 5.       |          |          |          | 4:12,0  |          |
| Corrie Winkel Klenie Bimolt Ada Kok Erica Terpstra Aartje Lasterie           | 4 × 100 m vegyes váltó | 4:44,1   | 3.       | 5.       |          |          |          | 4:37,0  |          |

* - egy másik versenyzővel azonos időt ért el

** - két másik versenyzővel azonos időt ért el

*** - hat másik versenyzővel azonos időt ért el

## Vitorlázás
Nyílt
| Versenyző                                             | Versenyszám     | Futam | Futam | Futam | Futam | Futam | Futam | Futam | Pontszám | Helyezés |
| Versenyző                                             | Versenyszám     | 1     | 2     | 3     | 4     | 5     | 6     | 7     | Pontszám | Helyezés |
| ----------------------------------------------------- | --------------- | ----- | ----- | ----- | ----- | ----- | ----- | ----- | -------- | -------- |
| Hans Willems                                          | Finn dingi      | 1017  | 506   | 415   | 473   | (258) | 364   | 506   | 3281     | 16.      |
| Nicolaas de Jong Gijsbertus Verhagen                  | Repülő hollandi | (247) | 946   | 520   | 520   | 382   | 724   | 1122  | 4214     | 6.       |
| Wim van Duyl Jan Jongkind Henny Scholtz Dick Wayboer* | Sárkányhajó     | 384   | 141   | 560   | 764   | 861   | (101) | 508   | 3218     | 13.      |

* - Jan Jongkind cseréje a 3-7. futamban

## Vízilabda
| Holland férfi vízilabdacsapat-játékoskeret                                                                   | Holland férfi vízilabdacsapat-játékoskeret                                                |
| --- | ----------------------------------------------------------------------------------------- |
| - Jan Bultman - Hendrik Hermsen - Lambertus Kniest - Abraham Leenards - Johan Muller - Nicolaas van der Voet | - Alfred van Dorp - Willem van Spingelen - Henri Vriend - Willem Vriend - Gerrit Wormgoor |

### Eredmények
Csoportkör
C csoport
| Csapat                 | M | Gy | D | V | G+ | G– | Gk  | P |
| ---------------------- | - | -- | - | - | -- | -- | --- | - |
| Jugoszlávia (YUG)      | 3 | 3  | 0 | 0 | 17 | 3  | +14 | 6 |
| Hollandia (NED)        | 3 | 2  | 0 | 1 | 11 | 13 | –2  | 4 |
| Egyesült Államok (USA) | 3 | 1  | 0 | 2 | 12 | 9  | +3  | 2 |
| Brazília (BRA)         | 3 | 0  | 0 | 3 | 3  | 18 | –15 | 0 |

| 1964. október 11. 10:00 | Brazília (BRA)       | 2 – 3 | Hollandia (NED) |  |
| 1964. október 11. 10:00 | (1–1, 0–1, 0–0, 1–1) |       |                 |  |
| 1964. október 11. 10:00 | Santos, Szabó 1      |       | három játékos 1 |  |

| 1964. október 12. 17:40 | Jugoszlávia (YUG)    | 7 – 2 | Hollandia (NED)    |  |
| 1964. október 12. 17:40 | (1–0, 2–2, 1–0, 3–0) |       |                    |  |
| 1964. október 12. 17:40 | Rosić, Nardeli 2     |       | Leenards, Muller 1 |  |

| 1964. október 13. 18:50 | Egyesült Államok (USA) | 4 – 6 | Hollandia (NED)        |  |
| 1964. október 13. 18:50 | (2–2, 0–3, 0–0, 2–1)   |       |                        |  |
| 1964. október 13. 18:50 | Cole 2                 |       | W. Vriend, H. Vriend 2 |  |

Középdöntő
C/D csoport
A táblázat tartalmazza a C csoportban lejátszott Jugoszlávia – Hollandia 7–2-es eredményt.
| Csapat             | M | Gy | D | V | G+ | G– | Gk  | P |
| ------------------ | - | -- | - | - | -- | -- | --- | - |
| Jugoszlávia (YUG)  | 3 | 2  | 1 | 0 | 17 | 8  | +9  | 5 |
| Magyarország (HUN) | 3 | 2  | 1 | 0 | 15 | 9  | +6  | 5 |
| Hollandia (NED)    | 3 | 1  | 0 | 2 | 14 | 18 | –4  | 2 |
| Belgium (BEL)      | 3 | 0  | 0 | 3 | 7  | 18 | –11 | 0 |

| 1964. október 14. 10:00 | Magyarország (HUN)   | 6 – 5 | Hollandia (NED) |  |
| 1964. október 14. 10:00 | (3–0, 1–2, 1–1, 1–2) |       |                 |  |
| 1964. október 14. 10:00 | Dömötör, Rusorán 2   |       | der Voet 3      |  |

| 1964. október 15. 15:20 | Hollandia (NED)      | 7 – 5 | Belgium (BEL) |  |
| 1964. október 15. 15:20 | (3–2, 2–1, 0–1, 2–1) |       |               |  |
| 1964. október 15. 15:20 | der Voet 3           |       | Pickers 2     |  |

5–8. helyért
| 1964. október 17. 14:10 | Románia (ROU)        | 6 – 1 | Hollandia (NED) |  |
| 1964. október 17. 14:10 | (2–0, 1–1, 1–0, 2–0) |       |                 |  |
| 1964. október 17. 14:10 | Mărculescu 3         |       | W. Vriend 1     |  |

| 1964. október 18. 14:40 | Egyesült Német Csapat (EUA) | 5 – 4 | Hollandia (NED) |  |
| 1964. október 18. 14:40 | (0–1, 2–0, 0–1, 3–2)        |       |                 |  |
| 1964. október 18. 14:40 | Vohs 3                      |       | der Voet 2      |  |

A táblázat tartalmazza a középdöntőben lejátszott Hollandia – Belgium 7–5-ös eredményt.
| Csapat                      | M | Gy | D | V | G+ | G– | Gk | P |
| --------------------------- | - | -- | - | - | -- | -- | -- | - |
| Románia (ROU)               | 3 | 2  | 0 | 1 | 14 | 10 | +4 | 4 |
| Egyesült Német Csapat (EUA) | 3 | 2  | 0 | 1 | 14 | 12 | +2 | 4 |
| Belgium (BEL)               | 3 | 1  | 0 | 2 | 13 | 15 | –2 | 2 |
| Hollandia (NED)             | 3 | 1  | 0 | 2 | 12 | 16 | –4 | 2 |

| Csapat          | Helyezés |
| --------------- | -------- |
| Hollandia (NED) | 8.       |